# سیارک ۱۷۲۵۳
سیارک ۱۷۲۵۳ (به انگلیسی: 17253 Vonsecker، نامگذاری:2000GW136) هفده هزار و دویست و پنجاه و سومین سیارک کشف شده‌است که در ۱۲ آوریل ۲۰۰۰ کشف شد.
قدر مطلق سیارک برابر ۱۷.۸ است.